# Jacmel
Jacmel este o comună din arondismentul Jacmel, departamentul Sud-Est, Haiti, cu o suprafață de 443,88 km2 și o populație de 170.289 locuitori (2009).